# Dothiorella spartiicola
Dothiorella spartiicola är en svampart som först beskrevs av Berl. & Voglino, och fick sitt nu gällande namn av Petr. & Syd. 1926. Dothiorella spartiicola ingår i släktet Dothiorella och familjen Botryosphaeriaceae.   Inga underarter finns listade i Catalogue of Life.